# 1968 na ciência

## Eventos
- Descoberta da primeira enzima de restrição
- 23 de abril - Em Paris, França, é feito o primeiro transplante do coração na Europa.
- 26 de maio - O médico Euryclides de Jesus Zerbini realiza em João Boiadeiro o primeiro transplante cardíaco do Brasil.
- 11 de outubro - Lançada a Apollo 7, cuja missão foi a primeira televisionada.
- 21 de dezembro - Lançamento da Apollo 8 que foi a primeira nave tripulada em órbita lunar.[1]
- Síntese do elemento químico Rutherfórdio[2]

## Nascimentos
| Data           | Nome            | Profissão  | Nacionalidade     | Observações | Ref         |
| -------------- | --------------- | ---------- | ----------------- | --- | ----------- |
| 23 de setembro | Wendelin Werner | matemático | Alemanha / França | Prémio Rollo Davidson 1998 Prémio Paul Doistau-Émile Blutet 1999 Prémio Fermat 2001 Medalha Fields 2006 Prémio George Pólya 2006 | [ 3 ] [ 4 ] |

## Mortes
| Data           | Nome                                  | Profissão                           | Nacionalidade                              | Observações | Ref                  |
| -------------- | ------------------------------------- | ----------------------------------- | ------------------------------------------ | --- | -------------------- |
| 13 de janeiro  | Fernando Monteiro de Castro Soromenho | jornalista, ficcionista e etnólogo  | Reino Unido de Portugal, Brasil e Algarves | n. 1910 |                      |
| 1 de fevereiro | Hugo Benioff                          | sismólogo e professor universitário | Estados Unidos                             | n. 1899 Medalha Arthur L. Day 1957 Medalha William Bowie 1965                                                                | [ 5 ] [ 6 ]          |
| 27 de março    | Iuri Gagarin                          | cosmonauta                          | União Soviética                            | n. 1934 |                      |
| 1 de abril     | Lev Landau                            | físico e matemático                 | Império Russo                              | n. 1908 Nobel da Física 1962 Prémio Lenin 1962                                                                               | [ 7 ]                |
| 18 de julho    | Corneille Heymans                     | fisiologista                        | Bélgica                                    | n. 1892 Nobel de Fisiologia ou Medicina 1938                                                                                 | [ 8 ]                |
| 23 de julho    | Henry Dale                            | farmacologista                      | Reino Unido da Grã-Bretanha e Irlanda      | n. 1875 Nobel de Fisiologia ou Medicina 1936 Medalha Real 1936                                                               | [ 8 ] [ 9 ]          |
| 28 de julho    | Otto Hahn                             | químico                             | Alemanha                                   | n. 1879 Nobel da Química 1944 Medalha Max Planck 1949 Prémio Enrico Fermi 1966 Condecoração Austríaca de Ciência e Arte 1959 | [ 10 ] [ 11 ] [ 12 ] |
| 19 de agosto   | George Gamov                          | físico                              | Império Russo / Estados Unidos             | n. 1904 |                      |
| 19 de setembro | Chester Carlson                       | físico e inventor                   | Estados Unidos                             | n. 1906 |                      |
| 26 de outubro  | Sergei Natanovich Bernstein           | matemático                          | Império Russo (Ucrânia)                    | n. 1880 |                      |
| 27 de outubro  | Lise Meitner                          | física                              | Áustria                                    | n. 1878 Medalha Max Planck 1949 Prémio Enrico Fermi 1966                                                                     | [ 11 ] [ 12 ]        |
| 16 de dezembro | André Metz                            | general, físico e escritor          | Terceira República Francesa                | n. 1891 |                      |
| ??             | Herbert Faulkner Copeland             | biólogo                             | Estados Unidos                             | n. 1902 |                      |

## Prémios
Medalha Arthur L. Day
- Frederick J. Vine[5]

Medalha Bruce
- Willem J. Luyten[13]

Medalha Copley
- Tadeusz Reichstein[14]

Medalha Davy
- John Warcup Cornforth[15] e George Joseph Popjak[15]

Medalha Guy
- ouro - M.G. Kendall[16]
- prata - D.V. Lindley[17]
- bronze - Robin Plackett[18]

Medalha Hughes
- Freeman Dyson[19]

Medalha Lavoisier (SCF)
- Robert Burns Woodward[20]

Medalha Penrose
- J. Tuzo Wilson[21]

Medalha Real
- Engenharia - Gilbert Roberts[9]
- Bioquímica - Walter Thomas James Morgan[9]
- Matemática - Michael Atiyah[9]

Medalha Rumford
- Dennis Gabor[22]

Prémio Nobel
- Física - Luis Alvarez[7]
- Química - Lars Onsager[10]
- Medicina - Robert W. Holley,[8] H. Gobind Khorana,[8] Marshall W. Nirenberg[8]